# Clérigos
Architektonický komplex Clérigos (portugalská výslovnost [ˈklɛɾiɣuʃ]) s kostelem, zvonicí a sídlem Bratrstva kleriků je soubor budov z 18. století ve městě Porto v Portugalsku a charakteristická stavba tohoto města.
Komplex se nachází na ulici Rua dos Clérigos, mezi ulicemi São Filipe Néri a Assunção. Má tři hlavní součásti: kostel Clérigos (Igreja dos Clérigos), jeho zvonici (Torre dos Clérigos) a mezilehlé sídlo Bratrstva (Casa da Irmandade). Navrhl ho architekt Nicolau Nasoni a je jednou z nevýznamnějších staveb pozdně barokního či rokokového stylu na portugalském území a od roku 1910 je chráněn jako národní památka. Je považován za hlavní Nasoniho dílo, jehož žulová výzdoba vykazuje „dynamickou rokokovou morfologii i návaznost na lidovou, ne-li až manýristickou tvorbu“. Nejnápadnější architektonické prvky komplexu se vyznačují nepravidelností a dramatičností tvarů, jež vytvářejí překvapivý vizuální efekt. Vynikají nepravidelné půdorysy, zvlněné fasády, zvýrazněné kontrastem rizalitů, balkonů a výklenků, přerušovaných oblouků a velké hojnosti rozmanitých oken, doplněných výraznou zvonicí.
Nasoni byl v tomto kostele pohřben a při rozsáhlé rekonstrukci na počátku 21. století byla odhalena krypta, kde se nachází jeho hrob.

## Dějiny
Historie architektonického komplexu Clérigos je spjata s Bratrstvem kleriků (Irmandade dos Clérigos), sdružením věřících, které bylo založeno na počátku 18. století s cílem pomáhat duchovním. Vzniklo mezi dubnem a červnem 1707 sloučením tří portských zbožných bratrstev, jejichž společným posláním bylo pomáhat klerikům v chudobě, nemoci a smrti: byly to Confraria de Nossa Senhora da Misericórdia dos Clérigos Pobres, Congregação de São Filipe Néri a Irmandade de São Pedro «ad Vincula». Bratrstvo kleriků převzalo jejich patrony: Pannu Marii Nanebevzatou (hlavní patronku), svatého apoštola Petra i svatého Filipa Neriho, což se odráží v erbu Bratrstva, jenž kombinuje monogram Panny Marie (AM), klíče a tiáru sv. Petra a lilii sv. Filipa.

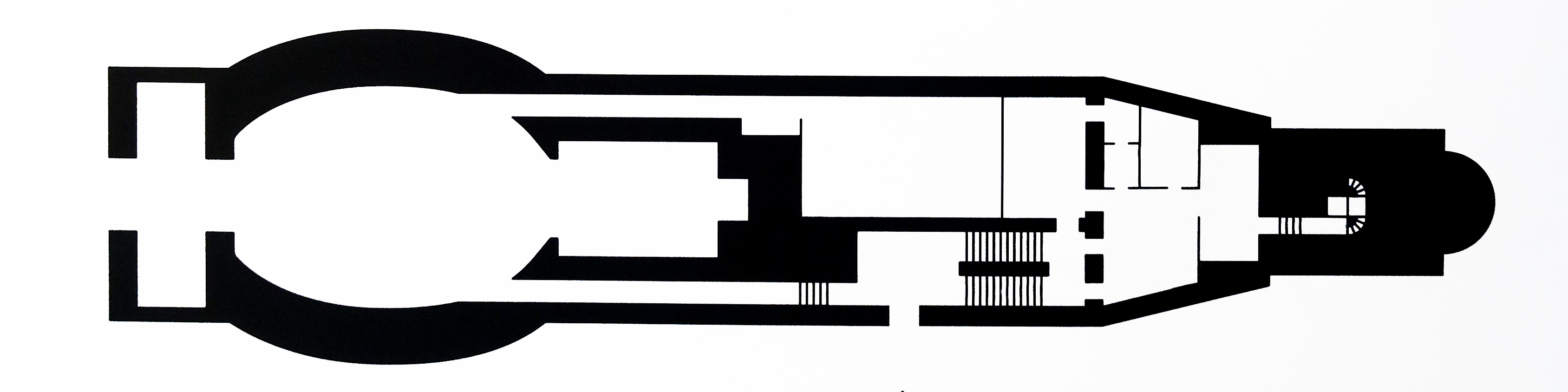
Půdorys s kostelem (vlevo), domem Bratrstva kleriků (uprostřed) a zvonicí (vpravo).

V době, kdy bylo duchovenstvo v Portugalsku velmi početné, se mnoho jeho členů po celý život potýkalo s velkými hmotnými obtížemi. Soustředění veškeré pomoci do jediné instituce umožnilo pozoruhodný objem služeb chudým klerikům, ale rychle se ukázala nedostatečnost jejího počátečního sídla, umístěného ve vypůjčené budově kostela Misericórdia. Ve dvacátých letech 18. století se proto začalo uvažovat o výstavbě vlastního zařízení, které v následujícím desetiletí umožnilo darování pozemků na místě tehdy zvaném Cruz da Cassoa, což byla oblast vnímaná negativně kvůli blízkosti Hřbitova oběšenců, místa výkonu rozsudků smrti a pohřbu odsouzených.
Naléhavá potřeba vlastního prostoru umožnila překonat stigmata plynoucí z nežádoucího sousedství a v roce 1731, kdy Bratrstvo vedl děkan Jerónimo de Távora e Noronha, byl o projekt nového kostela požádán Niccolò (portugalsky Nicolau) Nasoni. Tento Ital původem z Toskánska přijel do Portugalska pracovat na katedrále v Portu před šesti lety z Malty, kde stavěl pro Antónia Manuela de Vilhena, velmistra Maltézského řádu. Během více než tří desetiletí se Nasoni stal autorem nejen kostela, ale celého komplexu Clérigos. Rozsáhlá stavba se nachází v nepříznivé poloze s prudkým svahem, což vyžadovalo velkou péči při přizpůsobování se terénu. Komplex proto má podélné uspořádání s dlouhým centrálním tělesem spojujícím dva nejnápadnější prvky, kostel a věž zvonice, umístěné na obou koncích. Proběhly tři etapy výstavby: nejprve byl postaven kostel (1732–1749), následovala budova Bratrstva, která spojuje kostel s věží (1754–1758) a nakonec erbovní zvonice (1754–1763). O dílo se zasloužili zednický mistr António Pereira (který opustil své místo v roce 1732 kvůli neshodám s Bratrstvem), řezbář Miguel Francisco da Silva a v poslední fázi mistr Manuel António de Sousa.

## Kostel

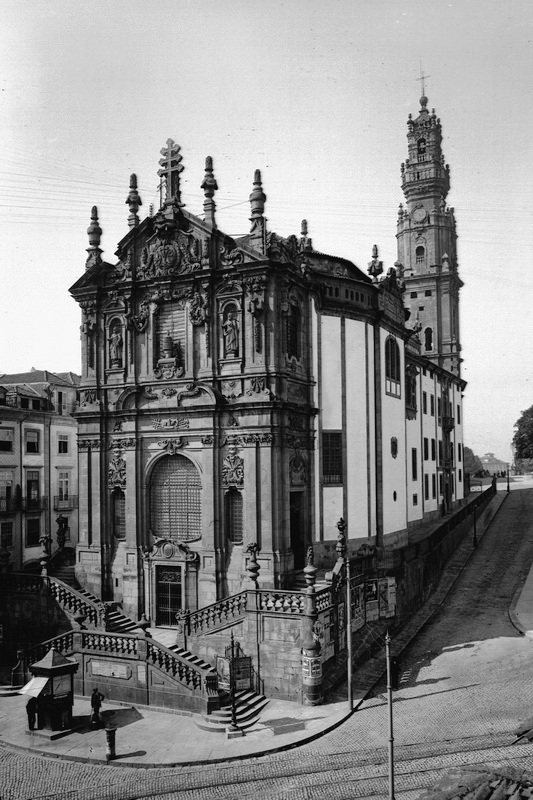
Průčelí kostela

Stavební práce na kostele trvaly dlouho. Začalo se v roce 1732 a skončilo až roku 1749, s přerušením mezi lety 1734 a 1745 a změnami plánů ohledně některých konstrukčních aspektů a konečné podoby kostela, přičemž fasáda byla dokončena v roce 1750. První mše se sloužila v roce 1748, kdy byl chrám ještě nedokončený, a vysvěcen byl kostel až mnoho let poté, co byl komplex dokončen, v roce 1779.
Kostel je postaven hlavně z žuly a má jednu loď, krytou kupolí, s erbem Bratrstva kleriků uprostřed. Půdorys je elipsovitý, na dvou bočních stěnách jsou dvě kazatelny a čtyři oltáře – oltář Nejsvětější svátosti, Panny Marie Bolestné (neboli Smrti Páně), svatého Ondřeje Avellina a svatého Benedikta. Původně plánovaná stavba dvou bočních věží, které měly být na úrovni kazatelen, vyžadovala strukturální zpevnění, jež vyžadovalo stavbu dvojitých, silných vnějších zdí kolem lodi. V nich jsou chodby a průchody, umožňující přístup do vyšších částí, jako je vysoký kůr, otevírající pohledy na hlavní loď a kněžiště z neobvyklých úhlů. Kněžiště (hlavní kaple) je podlouhlá a prošlo od roku 1750 několika významnými úpravami při stavbě budovy mezi kostelem a věží. Je v ní hlavní oltář z mramorů různých barev, navržený v rokokovém duchu Manuelem dos Santos Porto a provedený v letech 1767 až 1780 kameníkem Joaquimem da Silva Mafra. Uprostřed nahoře má obraz Panny Marie Nanebevzaté a na bocích polychromované dřevěné sochy sv. Petra a sv. Filipa Neriho. Na obou stranách kněžiště jsou symetricky umístěny chórové lavice z bohatě opracovaného žakarandového dřeva (1774–1777) a nad nimi barokní vyřezávané varhanní empory (1774–1779), které jsou stále funkční.
Stylově stavba vykazuje vliv římské architektury 17. století, který Nasoni přizpůsobil okolí, vkusu a dostupným materiálům. Ty se projevují na oválné struktuře lodi a barokním stylu fasády; zejména jde o vliv Carla Rainaldiho, například v římském kostele Santa Maria in Campitelli. To bylo na tehdejší portské stavební scéně zcela neobvyklé. Fasáda kostela je poměrně úzká, což zvýrazňuje její výšku a monumentalitu. Zakrývá budovu kostela a využívá širokou škálu pozdně barokních dekorativních prvků pro Nasoniho typických. Před ní je dvojité schodiště s překříženými rameny, které umožňuje přístup do kaple Senhora da Lapa, která se nachází pod kostelem a kdysi sloužila jako márnice. Průčelí završuje štít s trojramenným papežským křížem a monogramem Panny Marie (písmena A a M), v jeho horní části je okno lemované dvěma nikami s kamennými sochami sv. Petra a Filipa Neriho. Průčelím kostela vrcholí Nasoniho dekorativní snaha, kombinující přímé linie s půlkruhovými a zdobící je ornamentálními a symbolickými motivy včetně kartuší, girland, festonů, volut, rostlinných motivů. váz a plamenů.

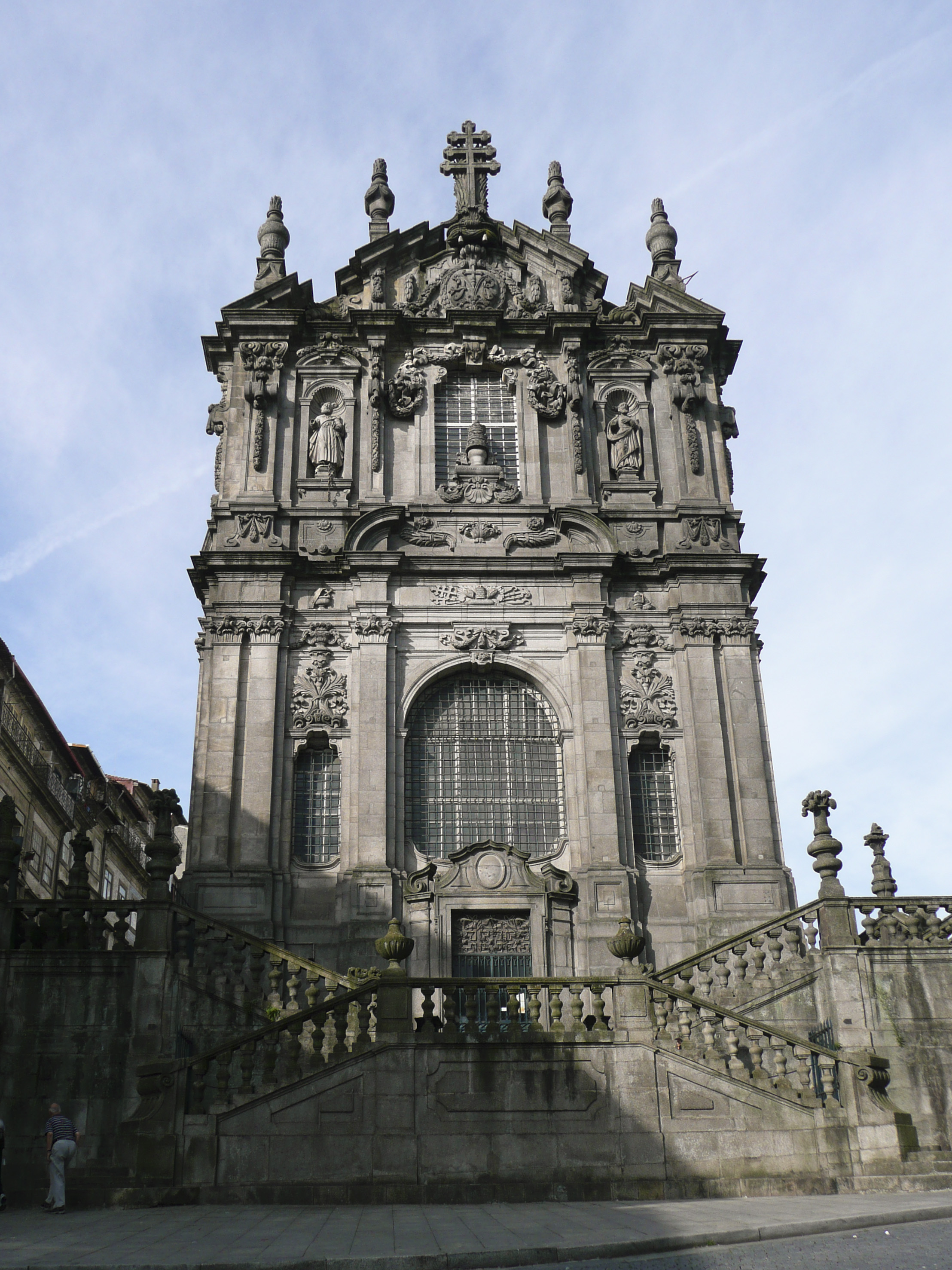
Průčelí kostela
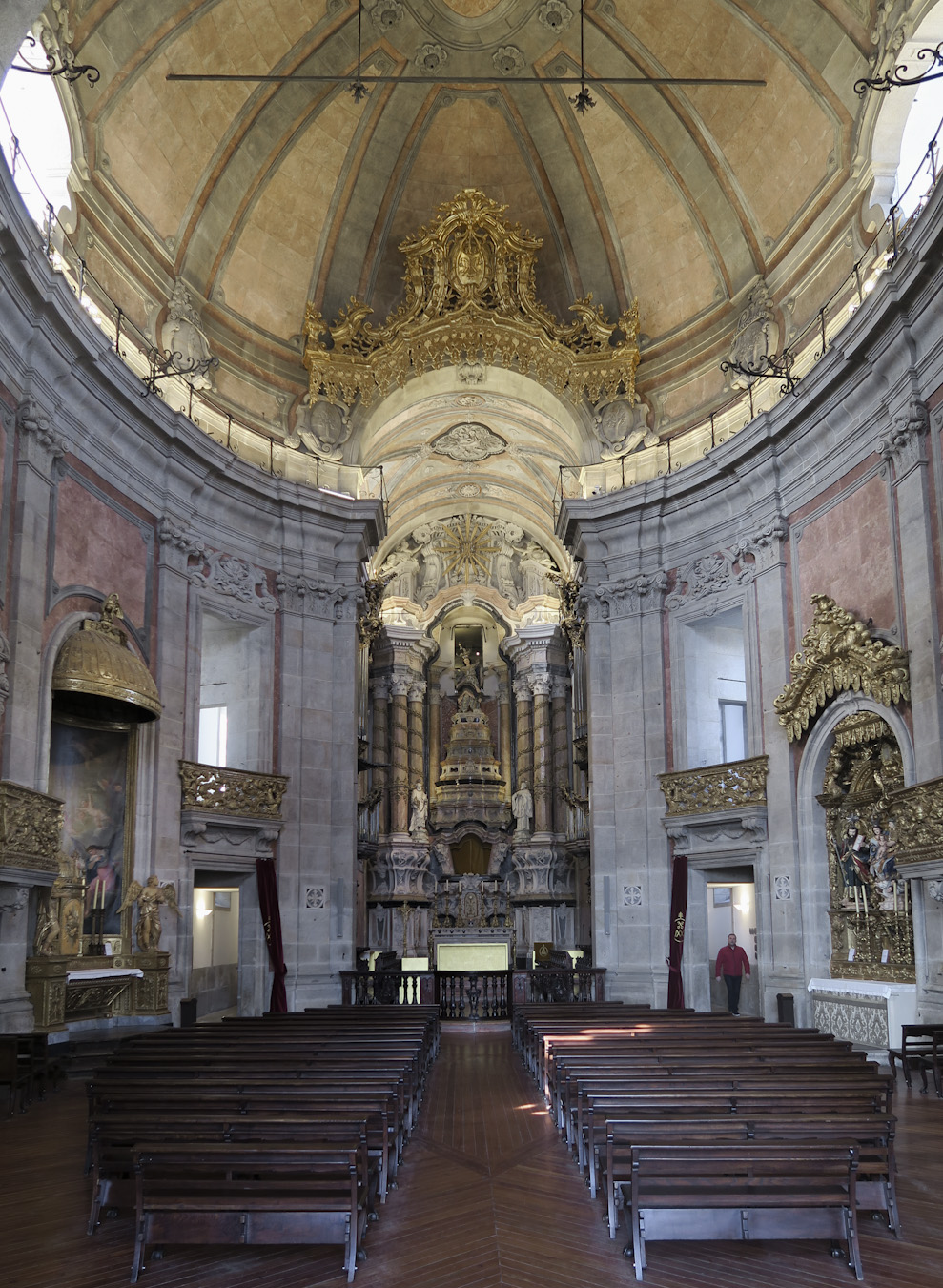
Interiér kostela
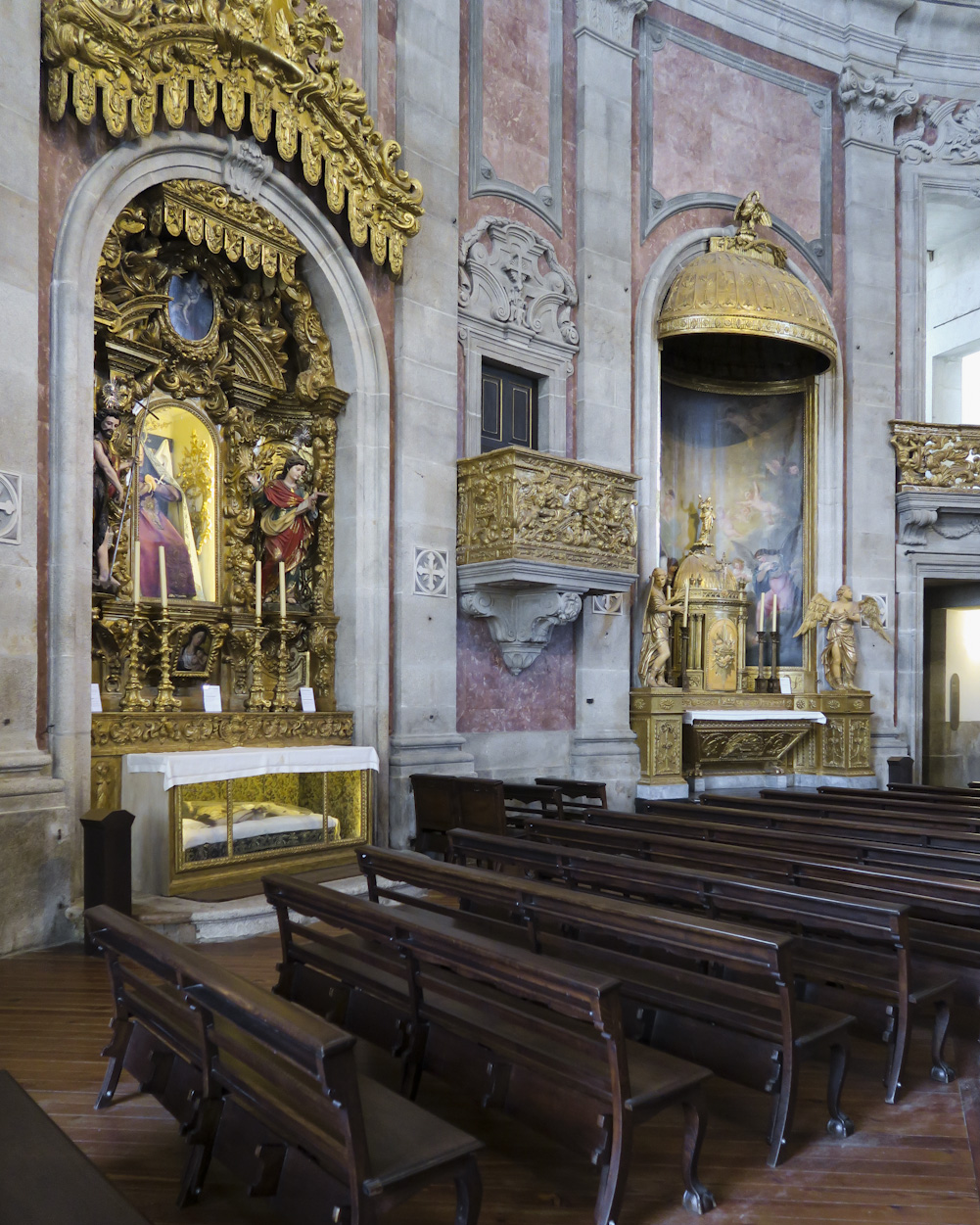
Oltář Smrti Páně, kazatelna, oltář Nejsvětější Svátosti
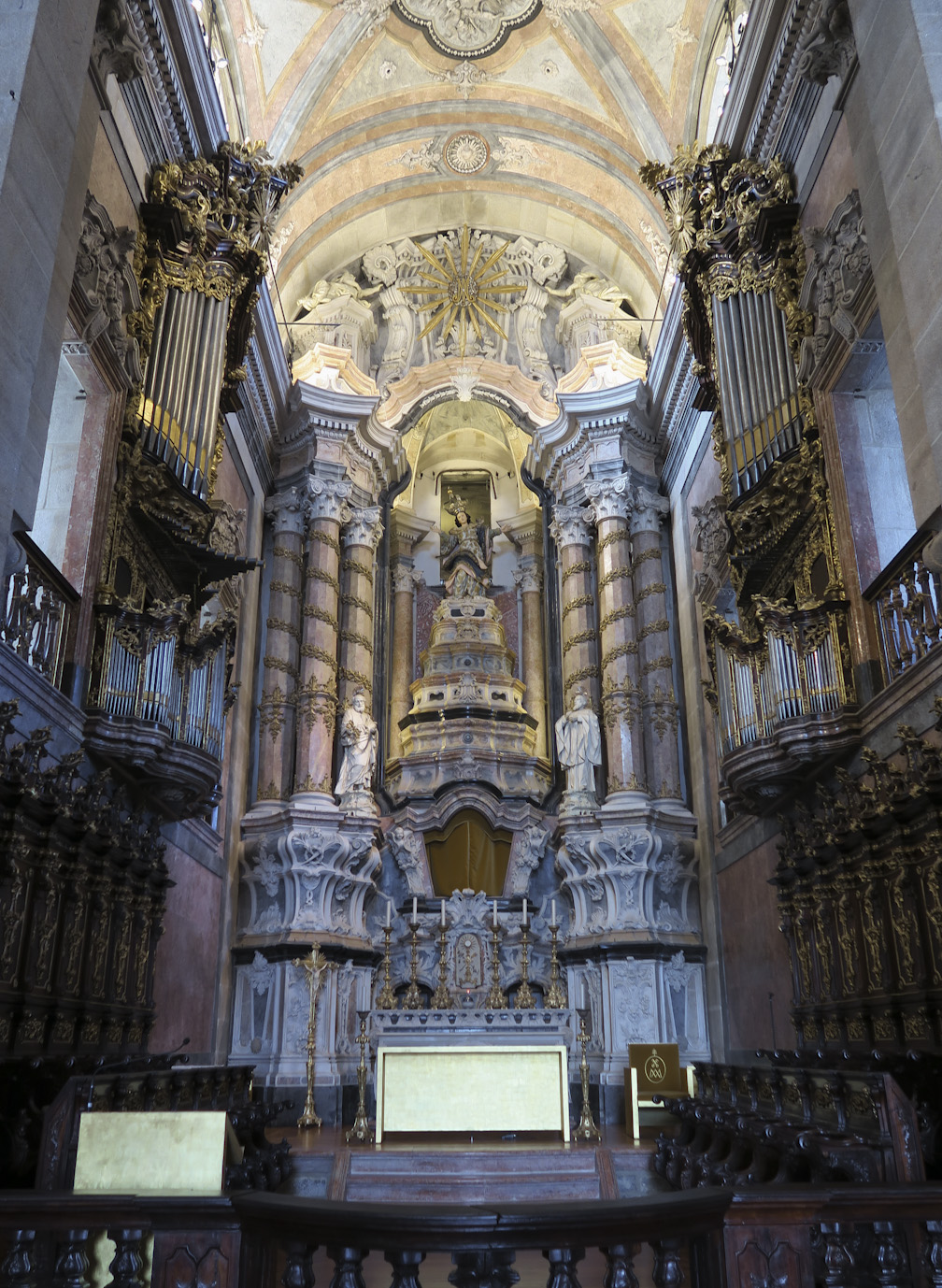
Kněžiště
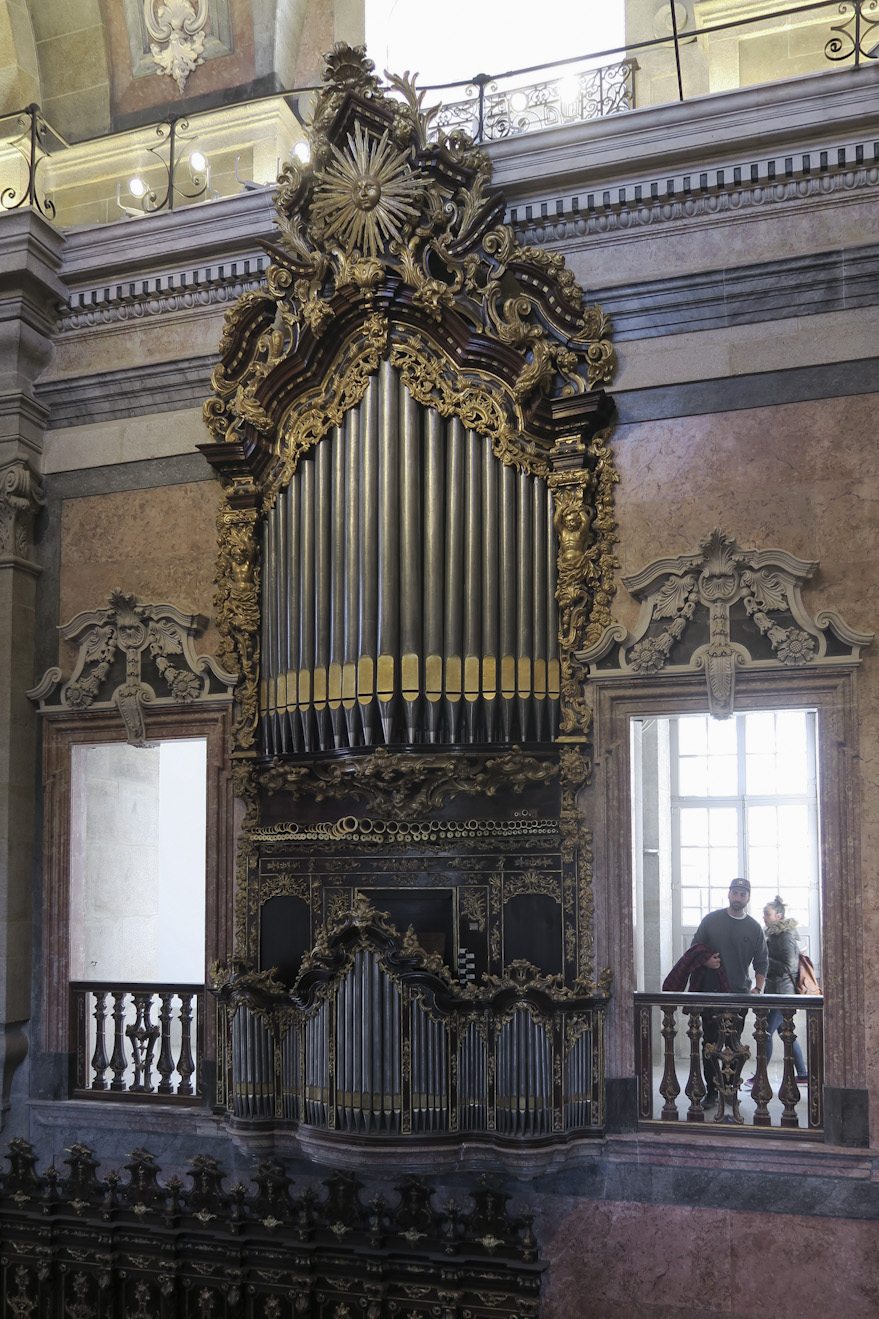
Varhany
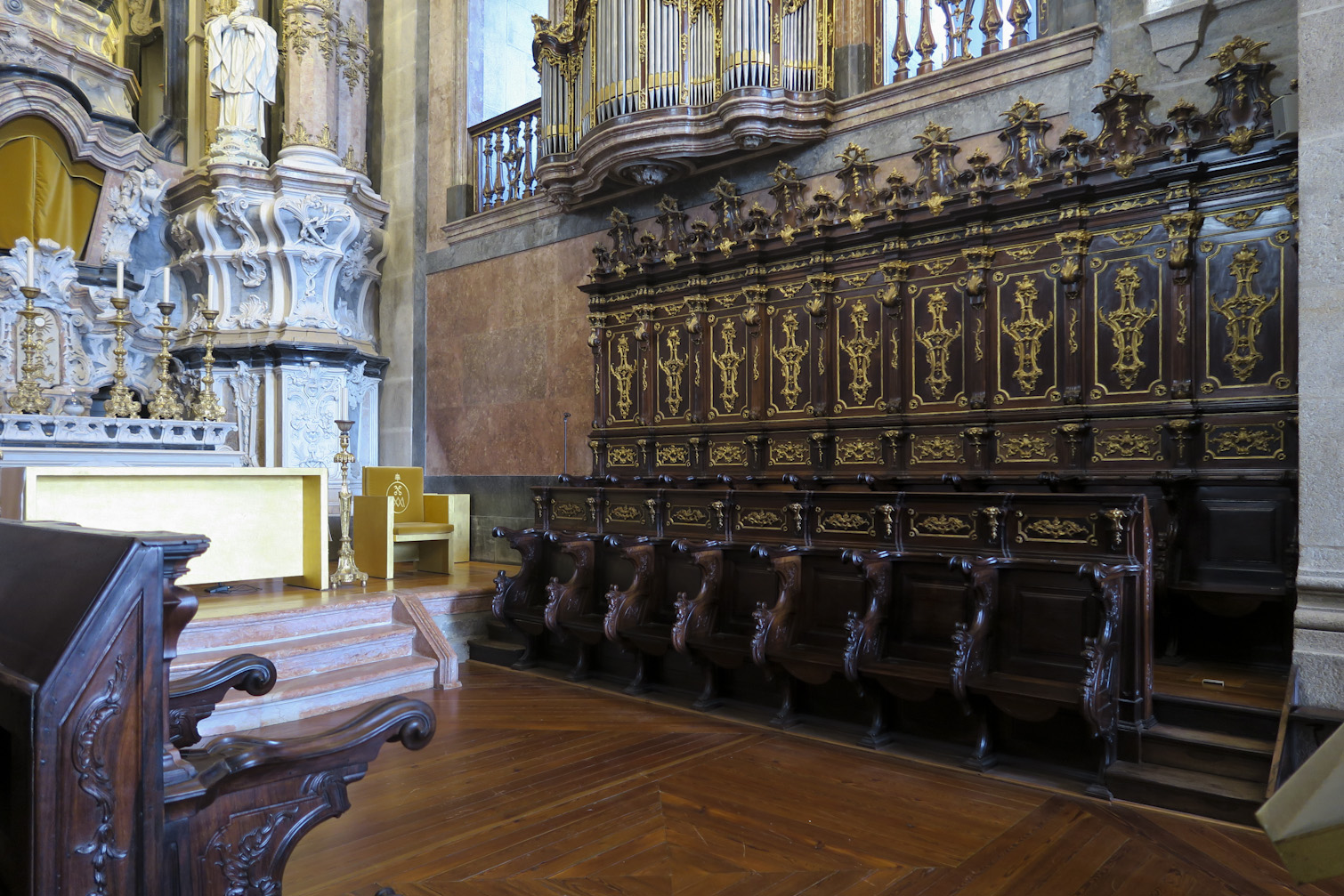
Chórové lavice
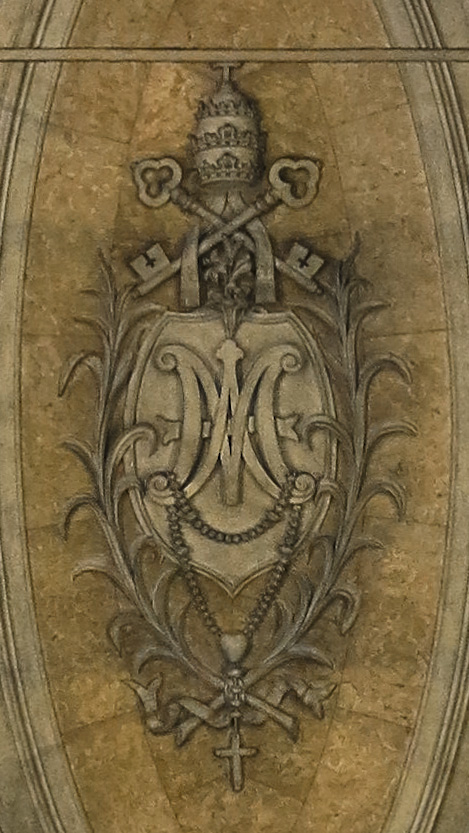
Erb bratrstva (kopule)

## Dům Bratrstva kleriků
Jakmile byl kostel dokončen, bratrstvo začalo uvažovat o potřebě vybudovat další zařízení, které by umožnilo rozšířit nezbytné služby. V roce 1750 získalo bratrstvo pozemek zvaný Adro dos Enforcados a o tři roky později s darováním zbývající části potřebného pozemku začaly stavební práce na Domě bratrstva, které pokračovaly až do roku 1758. Budova svou střízlivostí kontrastuje s dekorativností kostela. Nasoni se rozhodl pro tradičnější architektonické schéma s rovnými ortogonálně uspořádanými obvodovými zdmi, s výjimkou zužující se oblasti, která tvoří přechod k věži zvonice. V novostavbě se plánovaly čtyři prostory: rezidence rektora, hlavní sál s archivem, ošetřovna a ubytovna pro kněze v nouzi. Byl to vlastně první kněžský dům v zemi.
Dnes je budova přeměněna na muzeum, které umožňuje přístup do míst, která byla kdysi soukromá a určená pro každodenní život bratrstva. V Reprezentačním sále (Salão Nobre) je velký stůl, u kterého se scházeli členové Bratrstva, aby jednali o záležitostech spolku. Stěny zdobí malby význačných členů Bratrstva (rektoři, pokladníci a dobrodinci) a panel Nanebevzetí Panny Marie. Dalších prostory, jako trezor, matrika nebo stará ošetřovna, hostí sbírku předmětů značné umělecké a historické hodnoty vzniklých od 13. do 20. století.
Mezi zde uchovávanými uměleckými díly vyniká schrána na eucharistii, jedinečný pozlacený kus, navržený Nasonim. Má bohatou výzdobu, jako kříže ve věncích, andělíčky a různé zrcadlové prvky, a vrcholí plastikou Beránka Božího. Schrána byla určena k uložení konsekrovaných hostií na Zelený čtvrtek po slavení mše, která připomíná ustanovení eucharistie při Poslední večeři. Z výtvarných děl jsou tu mimo zmíněného panelu Nanebevzetí Panny Marie v Reprezentačním sále také socha archanděla Michaela nebo socha Ukřižovaného Krista, která kdysi byla na oltáři v ošetřovně.

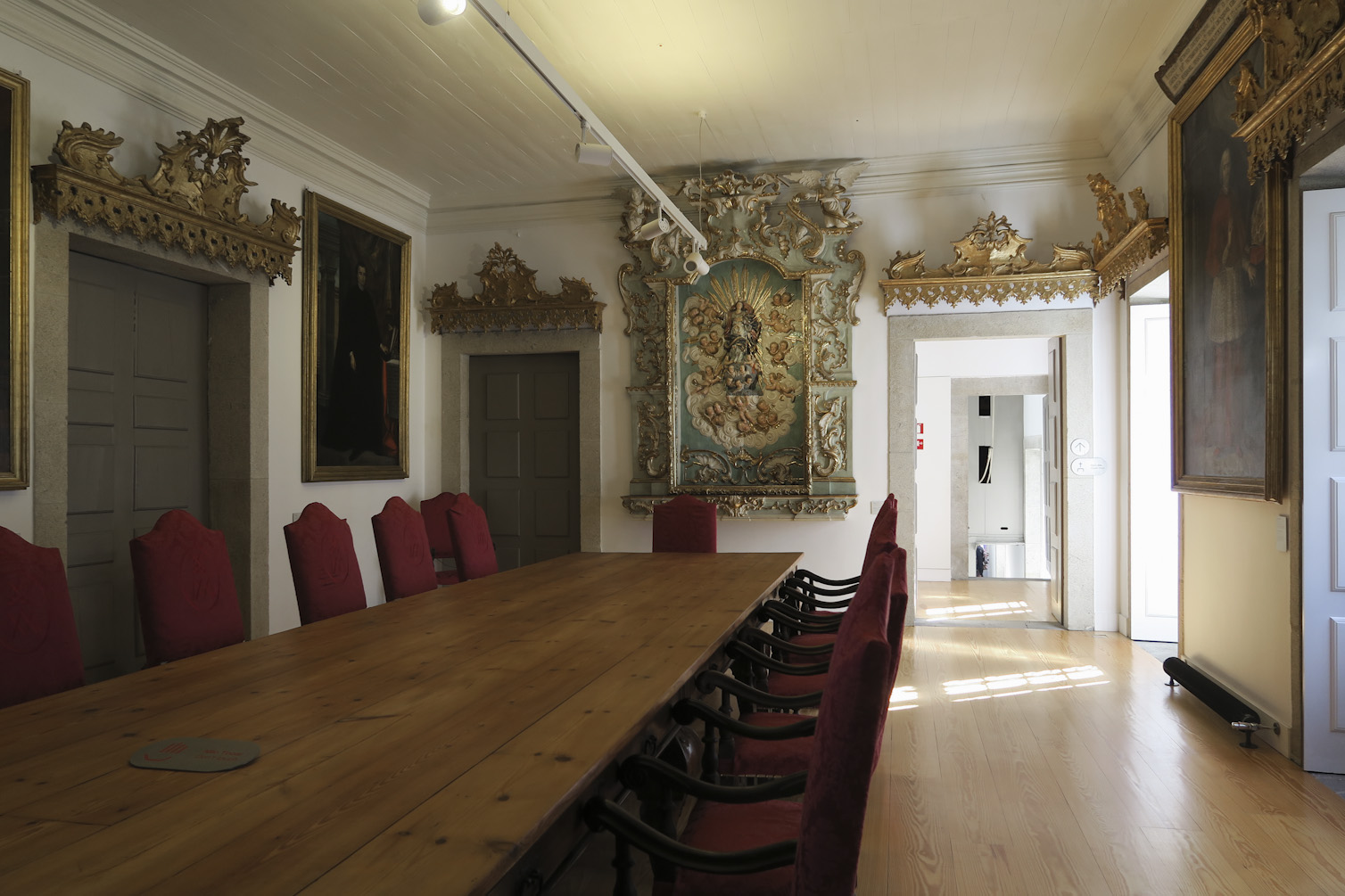
Reprezentační sál
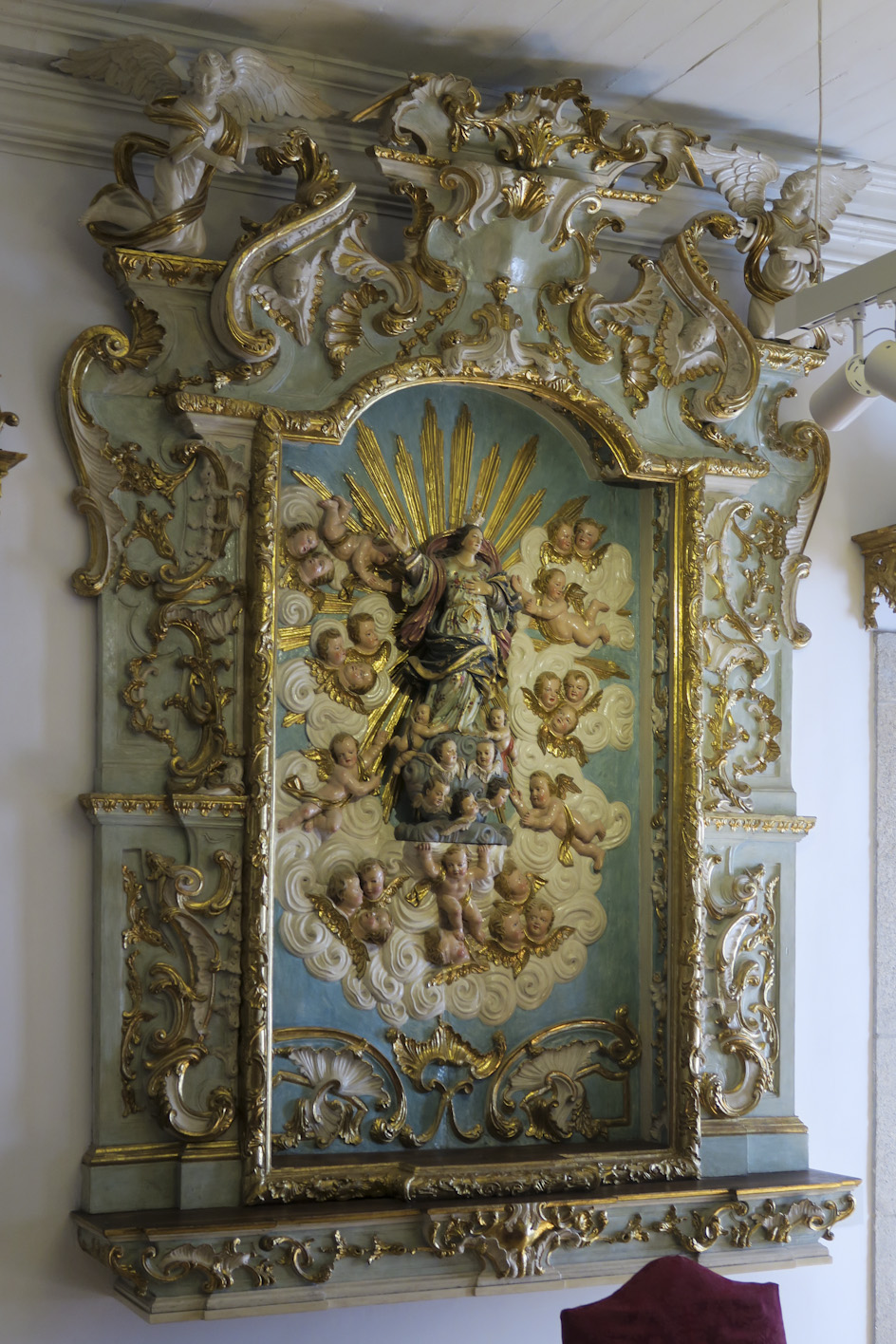
Panel Nanebevzetí Panny Marie
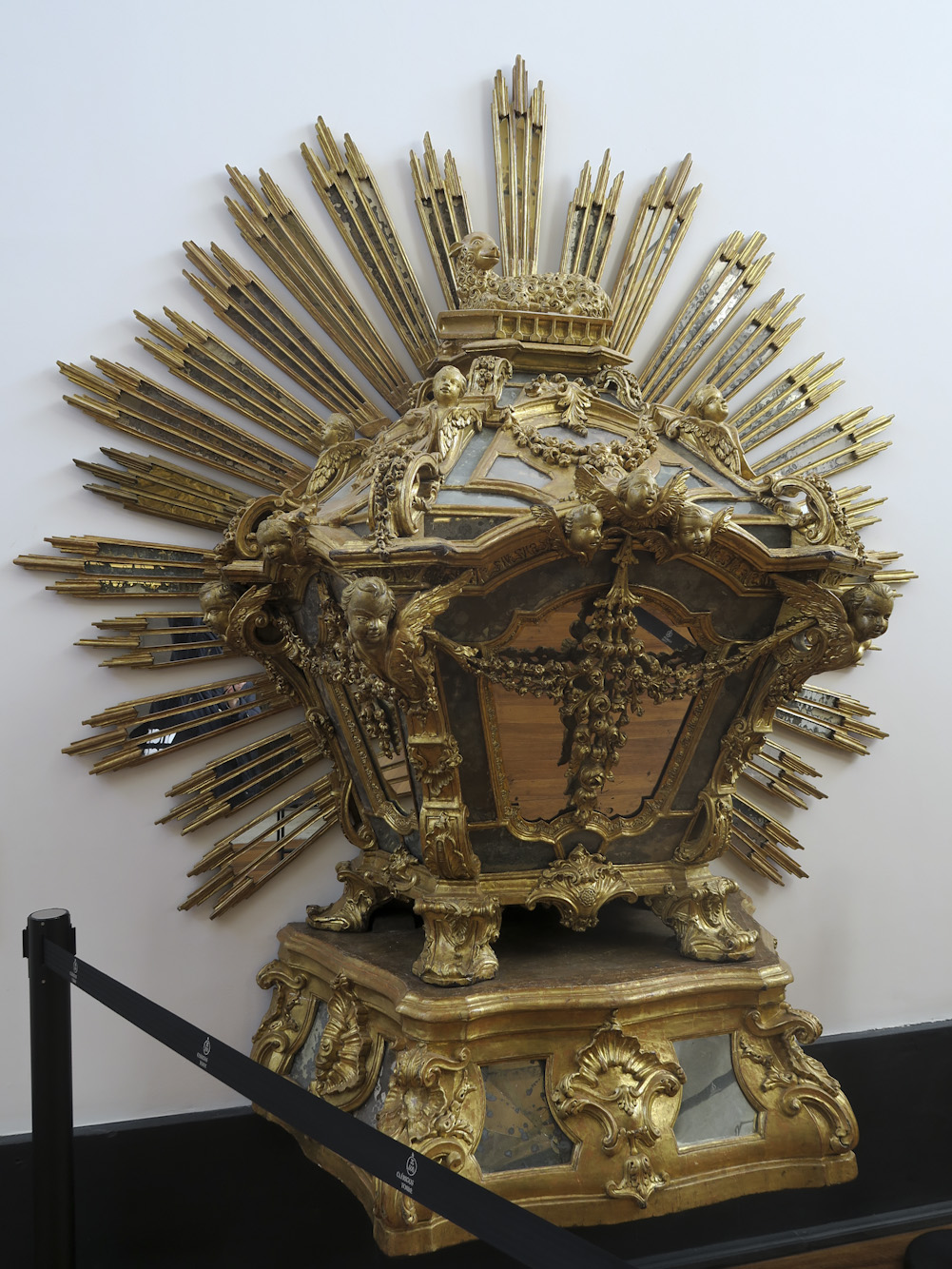
N. Nasoni, Schrána na eucharistii
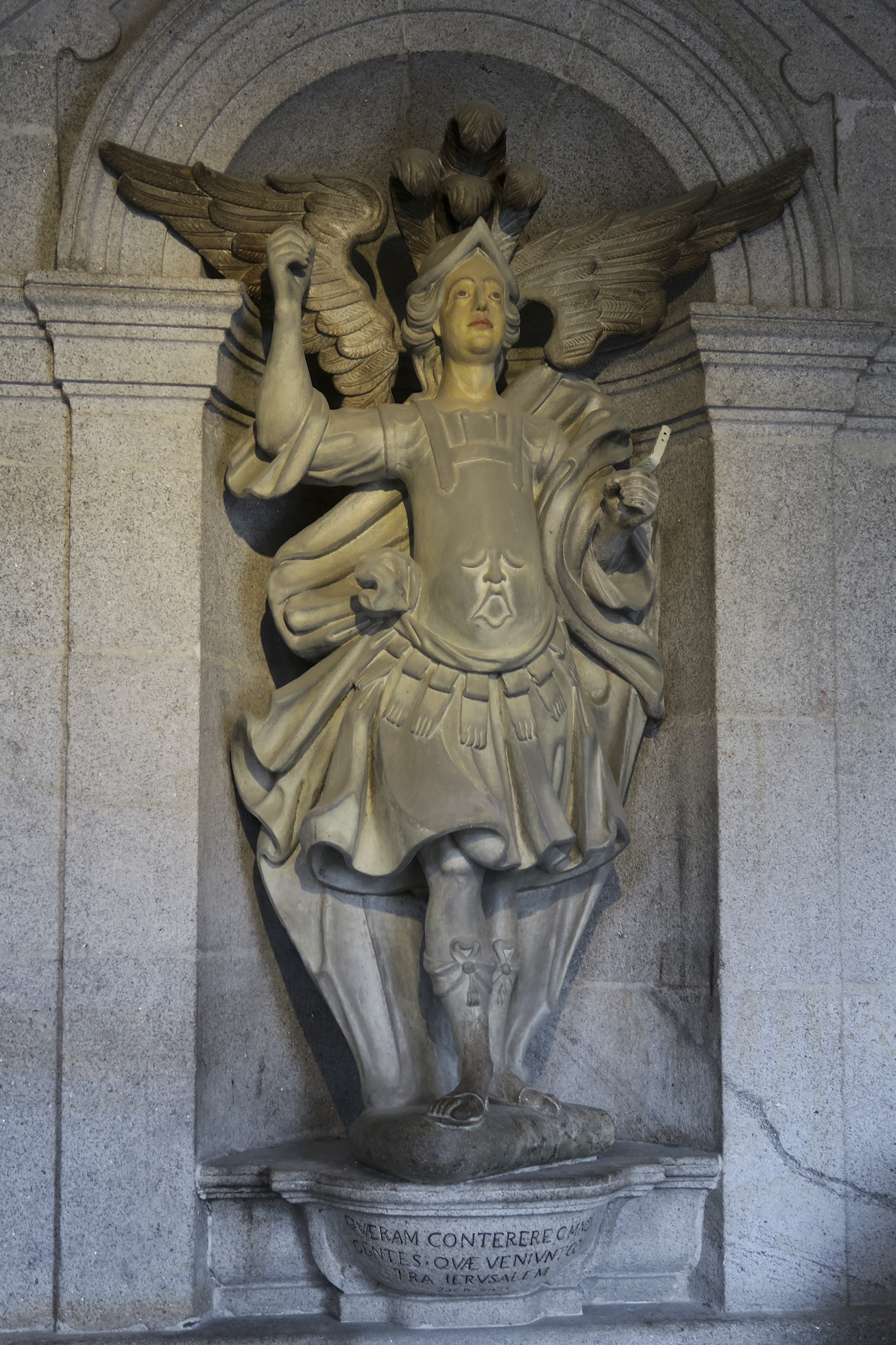
Archanděl Michael
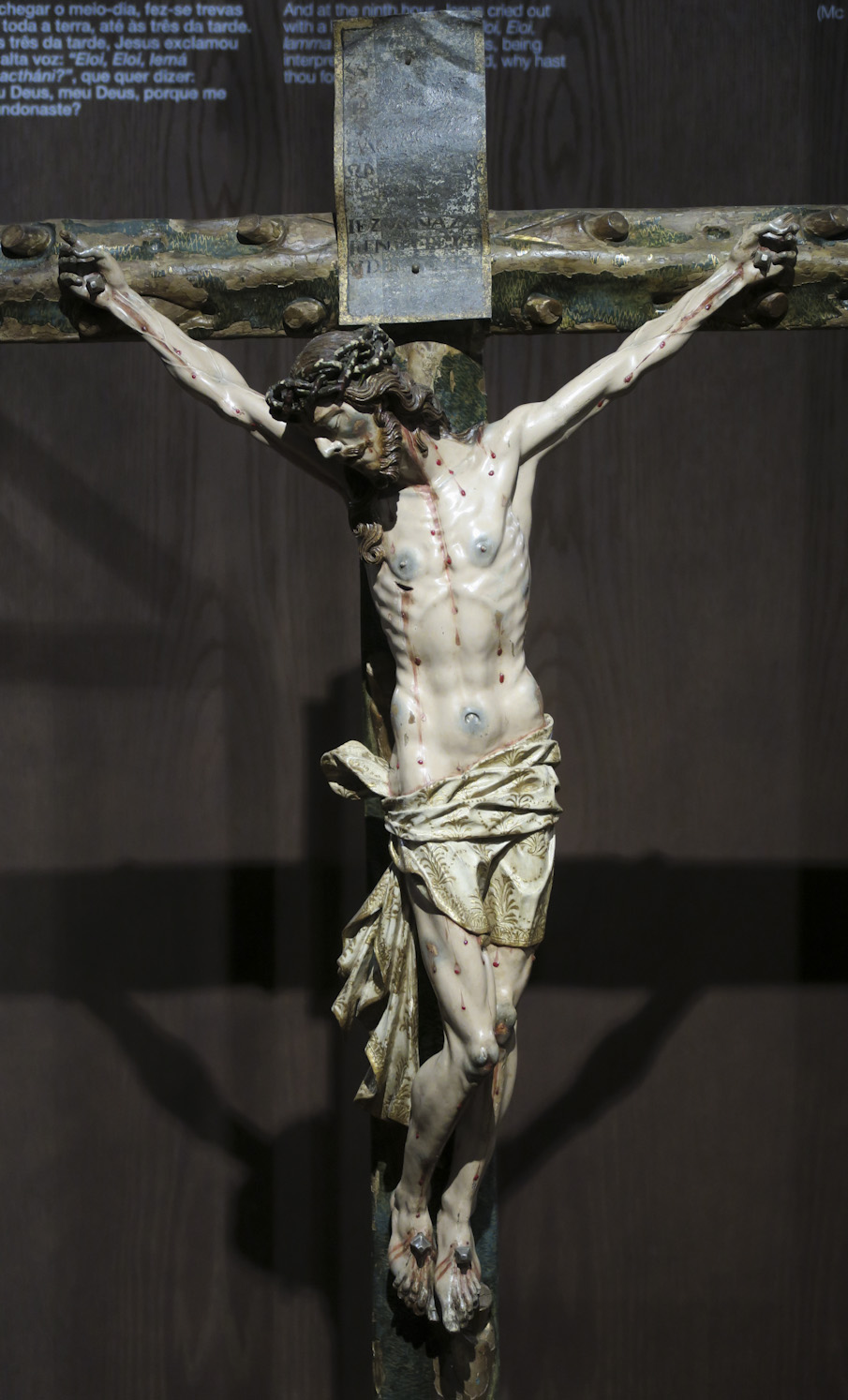
Ukřižovaný, 17.-18. století

## Zvonice

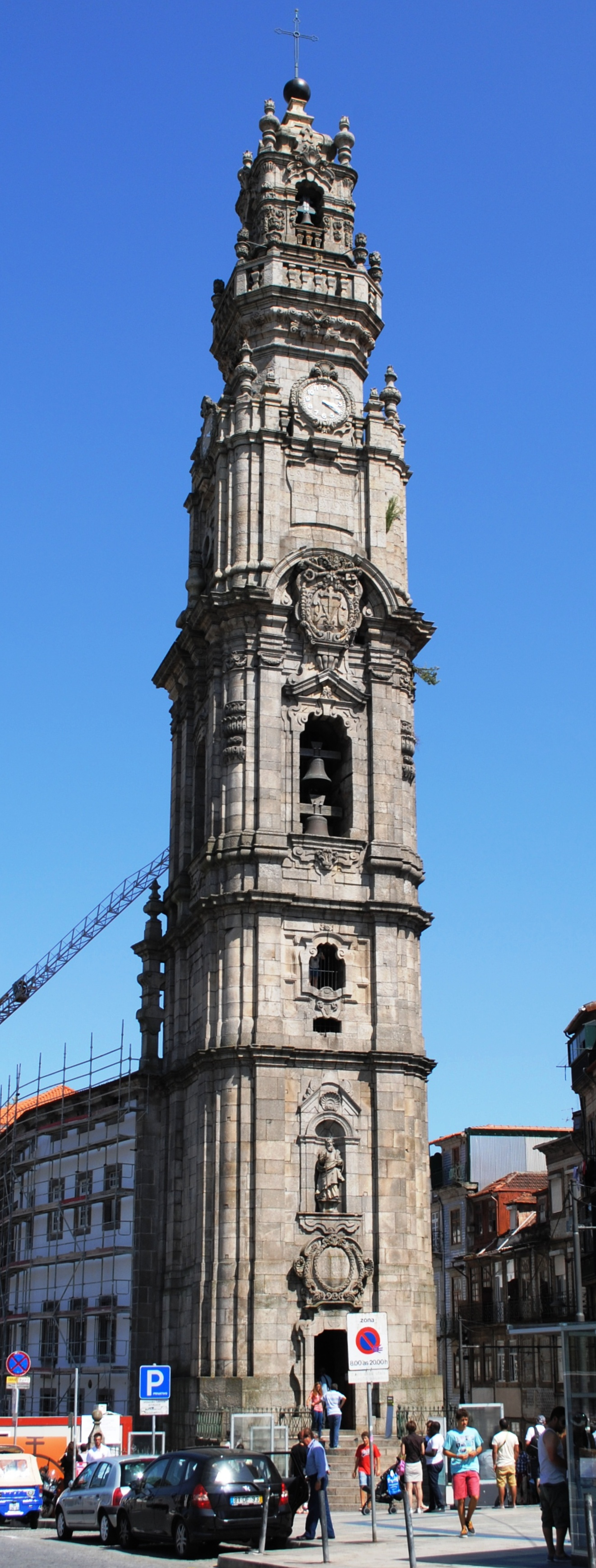
Zvonice Clérigos

V roce 1753 předložil Nicolau Nasoni na žádost Bratrstva kleriků projekt zvonice komplexu Clérigos, která by nahradila dvě věže původně plánované po boku kostela. Následující rok začaly práce na budoucí dominantě Porta. V roce 1763, po umístění železného kříže na vrchol a sochy svatého Pavla do výklenku nad vchodem, bylo dílo dokončeno.
Styl žulové zvonice je příkladem velkolepého baroka. Podle Vítora Serrãa je toto dílo svou barokní římskou inspirací podobné Nové věži katedrály v Zaragoze od Itala Giovana Battisty Continiho, kterou Nasoni možná neznal, ale čerpá ze stejných zdrojů římského barokního klasicismu 17. století. Věž Clérigos se tyčí do výšky 75 metrů, člení se na šest pater různých měřítek a končí nádhernou a odvážnou špicí. Na čelní fasádě se otevírají vstupní dveře završené nikou se sochou sv. Pavla. Obsahuje místa pro dva velké zvony a zvonkohru se 49 menšími zvony, jednu z největších v zemi (pořízenou v roce 1995). Věží stoupá vnitřní schodiště s celkem 225 schody, které umožňuje přístup na dva balkony v různých úrovních, odkud je široký panoramatický výhled na město Porto a jeho okolí.
Kromě toho, že sloužila jako zvonice, měla věž během let i další využití: sloužila k měření času (prostřednictvím každodenního výstřelu v pravé poledne); fungovala jako komerční telegraf i jako maják pro plavidla na řece Douro; vyvěšovala se zde vlajka, když dorazil náklad zboží, aby se informovali obchodníci; byla strategickým bodem vojenského a politického boje; a v současnosti je to jedna z nejdůležitějších turistických atrakcí Porta.
V roce 2017 věž navštívilo 665 785 návštěvníků. K roku 2025 udávají webové stránky komplexu roční návštěvnost komplexu 1,5 milionu lidí.

## Současnost
Soubor Clérigos je konsensuálně považován za klíčové architektonické dílo jak vůči období baroka na portugalském území, tak v rámci bohatého a rozmanitého architektonického dědictví města Porto. Slovy historika Paula Pereiry:
„Máme-li vybrat monumentální symbol města Porto, jsou kostel a věž Clérigos bezpochyby budovami, které vynikají nejvíce než svou originalitou, tak umístěním v městské krajině, zahuštěné a do jisté míry již „barokní“. Stavba má ještě větší význam díky důmyslnému a pečlivému způsobu, jakým byl zpracován její kámen, téměř jako řezbářské dílo s vysoké výtvarné hodnoty“.
Komplex prošel v 21. století velkou rekonstrukcí, 12. prosince 2014 byl znovu otevřen slavnostní mší za přítomnosti portugalského premiéra. Obnova komplexu, kterou řídil architekt João Carlos dos Santos, od té doby obdržela několik ocenění: čestné uznání IHRU 2015; Cenu Vasca Vilalvy za obnovu a zhodnocení kulturního dědictví 2015 a Cenu Evropské unie za kulturní dědictví / Europa Nostra Awards 2017.
V prosinci 2015 bratrstvo věnovalo klíč od komplexu Clérigos starostovi Porta v symbolickém gestu otevřenosti vůči místní komunitě.
Historický komplex Clérigos je otevřen pro veřejnost, vchod je z ulice Rua de São Filipe Nery. Od června 2015 se po domluvě otevíralo i v noci. V roce 2016 zaregistroval kostel a věž Clérigos 625 tisíc návštěvníků, převážně cizinců. V procentuálním vyjádření převažují Španělé (45 %), následují Portugalci (15 %), Francouzi (13 %), Brazilci (7 %), Němci (5 %) a Britové (3 %).

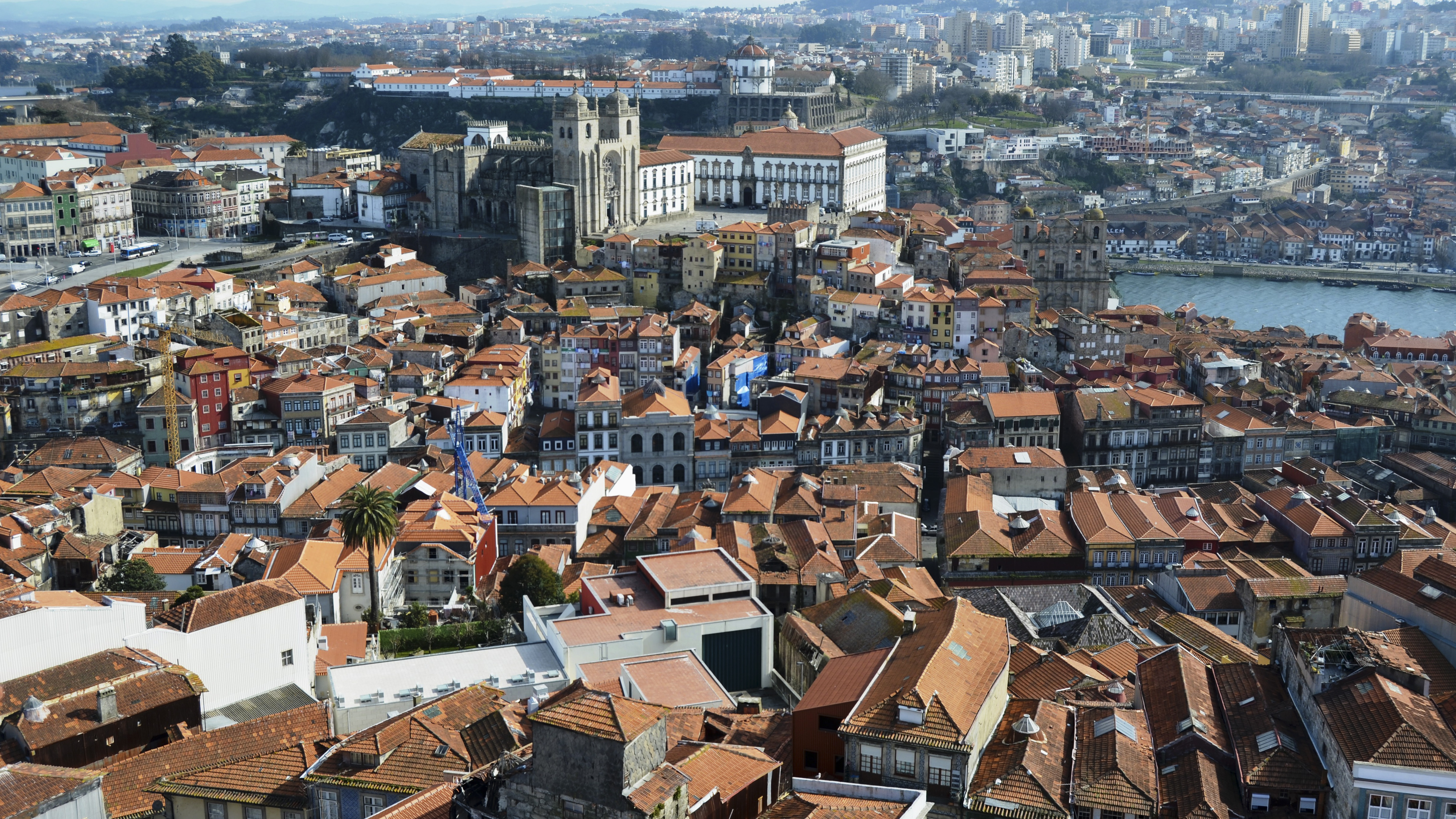
Pohled na Porto z věže
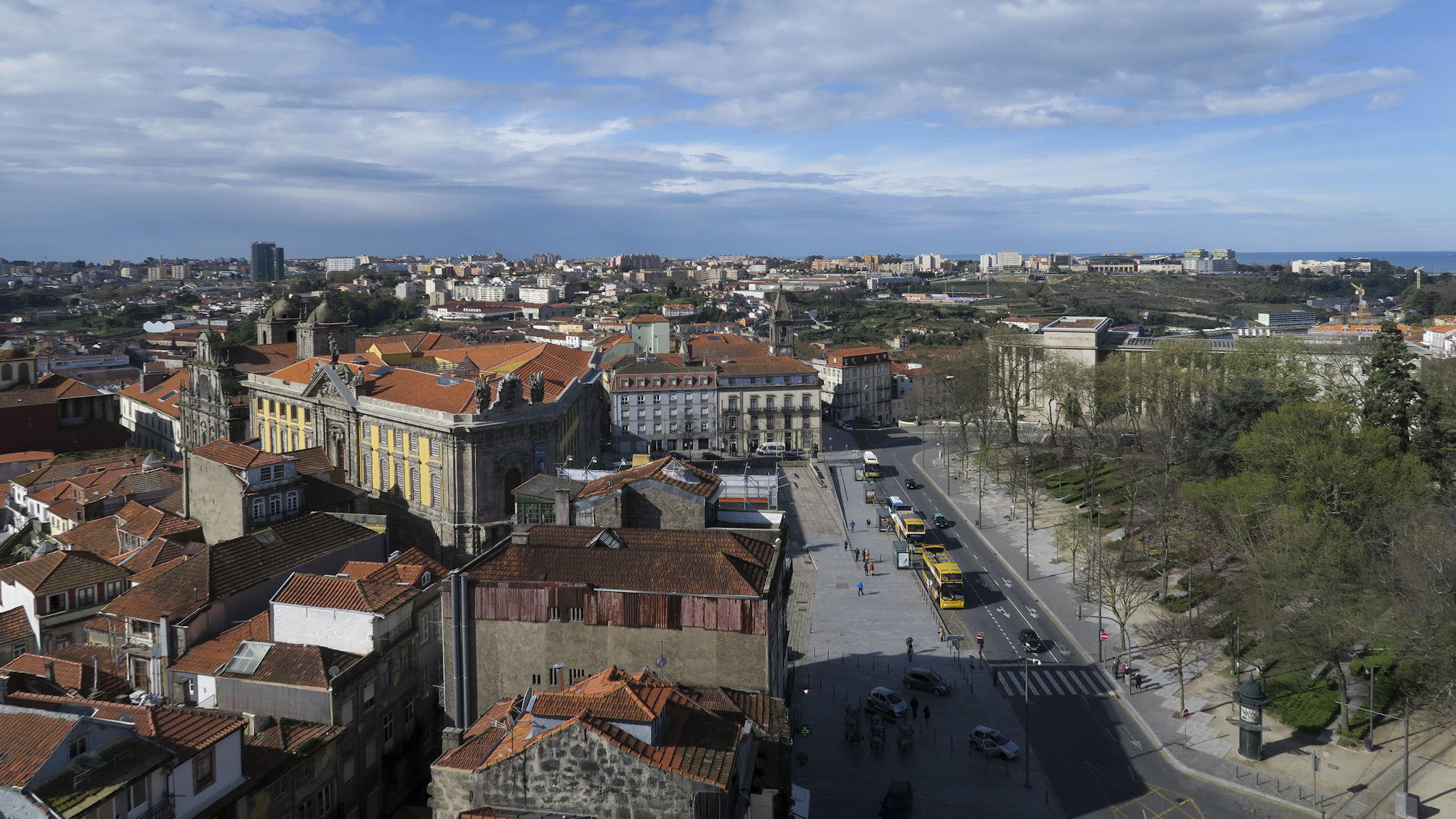
Pohled na Porto z věže
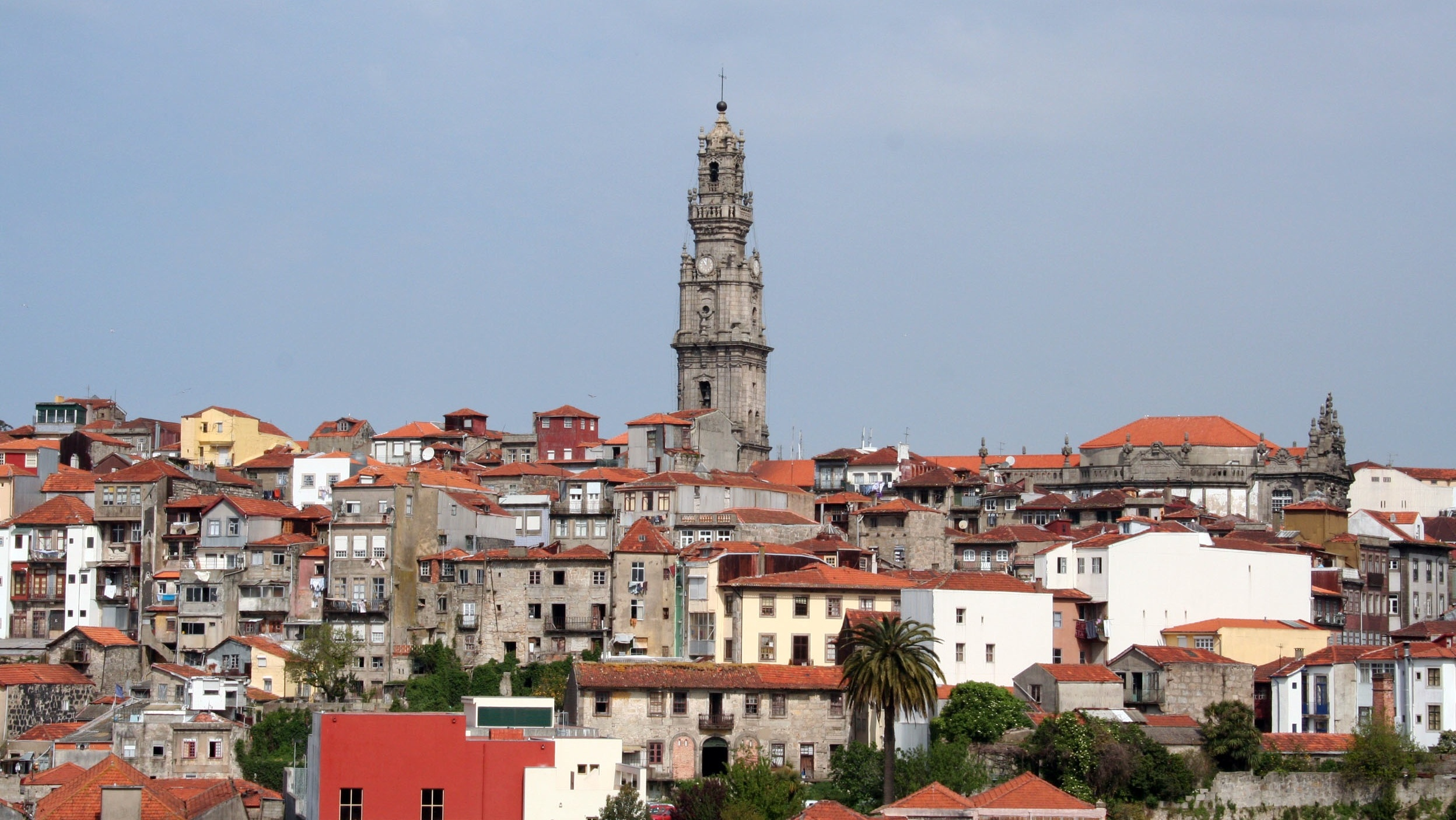
Zvonice Clérigos v panoramatu města
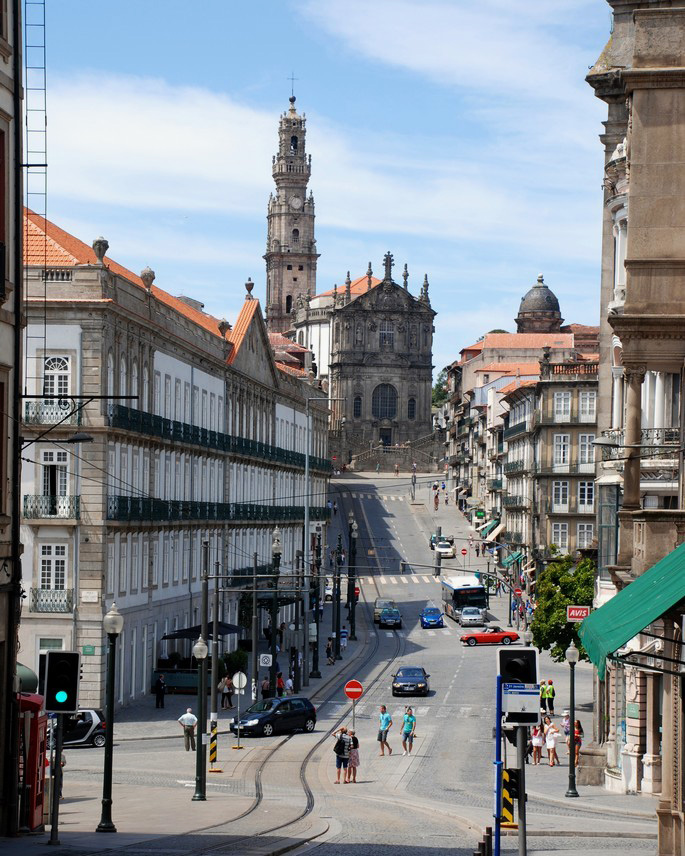
Clérigos směrem k průčelí kostela